# Andrei Wladimirowitsch Lebedinski
Andrei Wladimirowitsch Lebedinski (russisch Андрей Владимирович Лебединский; * 29. Apriljul. / 12. Mai 1902greg. in St. Petersburg; † 3. Januar 1965 in Moskau) war ein russischer Physiologe, Biophysiker und Hochschullehrer.

## Leben
Lebedinski, Sohn des Physikers Wladimir Konstantinowitsch Lebedinski, studierte an der Militärmedizinischen Akademie (WMA) in Leningrad mit Abschluss 1924. Er gehörte nun dem medizinischen Dienst der Roten Armee an und arbeitete in der WMA bei Leon Abgarowitsch Orbeli. Ab 1936 lehrte Lebedinski als Nachfolger Orbelis auf dem Lehrstuhl für Physiologie der WMA. Er führte grundlegende Untersuchungen zur Biophysik und Physiologie des Sehens durch. Er untersuchte die Adaptation des Auges in der Dunkelheit (1948). 1949 wurde er zum Generalmajor befördert.
1954 wurde Lebedinski Direktor des Instituts für Biophysik der Akademie der Medizinischen Wissenschaften der UdSSR (AMN). Er vertiefte das wissenschaftliche Verständnis der Wechselwirkungen der afferenten Systeme. Er untersuchte die Effekte ionisierender Strahlung und des Ultraschalls auf den Organismus. 1955–1958 war er bei der UNO Vertreter der UdSSR für Fragen der Strahlenbiologie. 1960 wurde er zum Wirklichen Mitglied der AMN gewählt.
1963 wurde Lebedinski erster Direktor des auf Initiative Sergei Pawlowitsch Koroljows und Mstislaw Wsewolodowitsch Keldyschs gegründeten Instituts für Medizinisch-Biologische Probleme (IMBP), das das Forschungszentrum für Flug- und Raumfahrtmedizin wurde und bei den Sputnik-Projekten mitwirkte. Sein Nachfolger am IMBP wurde Wassili Wassiljewitsch Parin.
Lebedinskis Grab befindet sich auf dem Moskauer Nowodewitschi-Friedhof.

## Ehrungen
- Leninorden (zweimal)
- Verdienter Wissenschaftler der RSFSR (1958)